# Laura Marino
Laura Marino (* 2. Juli 1993 in Lyon) ist eine französische Wasserspringerin, die im Einzel- und Synchronspringen vom 10-m-Turm antritt.
Laura Marino betrieb als Kind Sportakrobatik und begann 2008 mit dem Wasserspringen. 2010 gewann sie mit Bronze bei den Junioren-Europameisterschaften ihre erste internationale Medaille. 2012 nahm sie zum ersten Mal an den Europameisterschaften teil und erreichte Rang neun im Einzel und Rang vier im Synchronwettbewerb. Ein Jahr später steigerte sie sich im Einzel auf den sechsten Platz. Außerdem bestritt sie 2013 ihre erste Weltmeisterschaft und erreichte einen Platz im Finale, das sie als Zwölfte beendete.
Bei den Europameisterschaften 2014 verpasste sie als Vierte nur knapp das Podium. Auch im Team-Wettbewerb belegte sie zusammen mit Matthieu Rosset den vierten Platz. Bei den Europameisterschaften 2015 wurde sie erneut mit Rosset Vierte im Team-Wettbewerb und im Einzel vom Turm gelang ihr mit Silber hinter Julija Prokoptschuk ihre erste EM-Medaille.